# Charles Guillaume Antoine Laurillard-Fallot
Charles Guillaume Antoine Laurillard-Fallot (1787-1842) fue un militar, mayor de ingenieros, profesor de la Escuela Militar de Bélgica, caballero de la Orden de Leopoldo y escritor de los Países Bajos.
Los principios generales de la fortificación deben ser los mejores aprendidos de los escritos de Cormontaigne, St. Paul de Noizet y Laurillard-Fallot.

## Biografía
Las discusiones religiosas del siglo XVI y la revocación del edicto de Nantes, hizo que muchas familias francesas fueran a Holanda huyendo de la intolerancia y del despotismo, y en esta categoría de refugiados esta la familia Laurillard y la familia Fallot, que se unieron por un matrimonio, ya que los Fallot venían de Valenciennes, establecidos en Holanda desde 1600 y los Llaurillard eran originarios de Montbéliard y llegaron en el siglo XVII.
Laurillard-Fallot nació en La Haya, y su padre, de profesión médico, se preucupó de dar una buena educación a sus hijos, y entró en la milicia llegando el 17 de abril de 1800 a oficial de artillería, dedicándose también al estudio de las lenguas antiguas y útiles conocimientos de historia, geografía y literatura en la biblioteca de su padre.
Ya con el grado de subteniente en el cuerpo de ingenieros y de la artillería, formando parte de la división militar holandesa, es enviado a España y sus primeros hechos de armas fueron el combate de Durango y la toma de Bilbao, 1 de noviembre de 1808, y fue empleado en invierno en la fortificación de Madrid.
De su regreso al campo de batalla, toma parte activa en la batalla de Medellín y en la batalla de Talavera, 1809, dando pruebas de celo en su servicio y sus jefes le proponen para condecorarle con la legión de honor, mas no obtiene otra recompensa que el grado de teniente.
De vuelta a su patria con el general Cornelis Krayenhoff, en 1809, llega a La Haya en octubre, donde presta trabajos geográficos en el Depósito de Guerra, y cuando el Reino de Holanda se incorpora al vasto Imperio francés, no tarda en ser requeridos sus servicios por el Estado Mayor de Ingenieros y se le asigna a La Rochelle, en mayo de 1811.
En 14 de julio, se recibe la orden de rendición del ejército de Cataluña, comandado por el capitán MacDonald, duque de Tarento, y promocionó Laurillard-Fallot sirviendo como capitán en el sitio de Figueras, que capitula el 19 de agosto; mas coge unas fiebres y es trasladado al hospital de Perpiñán ya que las fatigas y las privaciones de toda especie habían alterado su organismo para el resto de sus días, teniendo frecuentes accesos febriles.
La isla de Oleron atacada por Inglaterra, fue Laurillard-Fallot el encargado de poner en estado de defensa, lo cual le permitió la aplicación de sus estudios teóricos y poner sus talentos en evidencia, y de las fortificaciones que realizó obtuvo el reconocimiento de sus superiores y el afecto de parte de la población.
En 1813, formó parte del ejército de observación reunido en Udine y sirvió en el Tirol inferior, y los combates en la Lorena le permitieron mostrar sus capacidades en el cuerpo de ingenieros y le fue prometida la legión de honor, y la fortificación de Metz se hicieron con sus planes y bajo su dirección.
En los quince años que Laurillard-Fallot pasó en el retiro se dedicó a consignar la lectura de más de 500 obras de toda clase de materia, habiendo escrito de 1806 a 1814 un diario de sus viajes y de los acontecimientos en que participó.
En 1835, publicó un cancionero, donde podemos encontrar de fondo, con gran talento, la malicia y la bondad, el espíritu y lo natural, la filosofía más elevada, dejando también manuscritos cuatro vodeviles.
Después de la Revolución de 1830, que separa bruscamente la Bélgica de la Holanda, el capitán Laurillard-Fallot, deviene belga, y restablecido en la carrera de las armas, obtiene el grado de mayor de ingenieros en 1835, y fijó la atención del nuevo gobierno una memoria hecha por él sobre la aplicación del vapor a la defensa de las plazas fuertes, y fue nombrado profesor de la Escuela Militar de Bruselas.
En la Escuela Militar, Laurillard-Fallot resume sus estudios en lección y la lección en una obra titulada "Curso de arte militar o lecciones sobre el arte militar y las fortificaciones":
- En 1837, las dos primeras partes sobre la táctica y la fortificación de campaña.
- En 1839, la tercera parte que presenta la historia de la fortificación permanente.
- En 1841, la cuarta, aplicación de los grandes principios de la fortificación a los terrenos accidentados.
- La 5.ª parte la dedica a la estrategia militar y de manera especial al ataque y defensa de plazas, completando el curso con los conocimientos útiles al ingeniero.
- La segunda edición de la obra fue corregida y aumentada por el coronel de ingenieros y profesor en su misma Escuela Militar, Eugenio Lagrange, autor también de un "Ensayo histórico sobre las minas, antiguas y modernas", Bruselas, 1866.

Su obra tuvo buena aceptación en Francia, Piamonte, Prusia y Rusia y notables militares la elogiaron, y no le absorbió la carrera de enseñanza ya que le fue encargado por el ministro de guerra dos proyectos de fortificación de Diest.
En 1839, a propósito de la neutralidad de Bélgica imprimió un folleto de 29 páginas en el que aparecen de forma ingeniosa razonamientos lógicos y de sentido común y, en los primeros meses de 1842, la enfermedad mina sus fuerzas y retornando a Bruselas falleció en 18 de setiembre de 1842.
Laurillard-Fallot formó parte de la primera comisión directora de los "Anales de Trabajos Públicos de Bélgica", de documentos científicos, industria de minerales, etc., junto a Tecchmann, De Moor, Guillery, Visschers, y otros.

## Obras
- Proyectos de fortificación
- Canzonière loisirs d'un ancien militare, Liége: P.J. Collardin, 1835.
- Cours d'art militaire ou leçons sur l'art militaire et les fortifications, Bruxelles: Impr. de Demanet, 1839, 5 vols.
- De la neutralité de la Belgique et de l'armée, Bruxelles, Chez J. de Mat, 1839.
- Otras